# Noches de baile en el infierno
Noches de baile en el infierno es un libro de 2009 que contiene 5 cuentos de autoras de superventas internacionales: Stephenie Meyer, Meg Cabot, Kim Harrison, Michele Jaffe y Lauren Myracle. Los mismos tratan de la seducción y el amor, y son poblados por fenómenos paranormales, como diablos y vampiros.

## Cuentos
La hija de la exterminadora:  Es el primer cuento, escrito por Meg Cabot. Es contado desde la mirada de los dos protagonistas, Mary y Adam, respectivamente. La historia comienza cuando Mary, una niña de dieciocho años, trata de dispararle a un vampiro, Sebastián Drake, novio de su mejor y única amiga, Lila, quien siempre había amado a otro chico, Ted. En el momento del disparo, Sebastian recibe otro de parte de Adam, otro chico de la escuela. Drake le va a reprimir a Mary, ya que la ve con una ballesta. Adam la salva, y pretende que le cuente la verdad. Mary le dice que el padre de Drake, Dracula, había convertido a su madre en vampiro, quien era una exterminadora. Razón por la cual Mary se quería vengar. Su última oportunidad para hacerlo es en la fiesta de graduación. Adam lleva a Mary, ya que no quiere que se ocupe de eso ella sola. Así que le ofrece su ayuda. En el baile, Sebastián le pide a Mary que baile con él, y ella acepta ya que está hechizada por sus ojos. Cuando él está a punto de morderla, Adam logra sacarla del hechizo disparándole agua bendita a Sebastian y provocando que estalle en llamas, mientras que Mary le clava una estaca en el corazón. Después de haberlo matado, Mary junto con Adam, Lila y Ted van a jugar bolos sin acordarse de que Dracula los persigue. Sin embargo, cuando Mary lo recuerda, antes de que pueda hacer algo, Adam la calla con un beso. 
El ramillete:  Escrito por Lauren Myracle y basado en la mano del mono, el ramillete es una historia que gira alrededor de Frankie. Una joven está completamente deseseperada porque Will, su mejor amigo, la invite al baile de graduación. Por eso, decide ir junto con Will a la casa de Madame Z para que les lea el futuro. Madame Z le da a Frankie un ramillete de flores el cual concede tres deseos. Pero antes de que ella deje la casa de Madame Z, ella le advierte a Frankie y a Will que tengan mucho cuidado, pues con cada deseo vine una desgracia inimaginable. 
Frankie se lo lleva, y su primer deseo es que Will la invite al baile de graduación. No ocurre nada raro, hasta que al otro día, Yun Sun, su mejor amiga la llama llorando. Le cuenta que Will fue encontrado en el depósito de agua de la ciudad. Por lo visto, él se subió hasta la parte más alta del depósito con el propósito de hacer un grafiti diciéndole a Frankie si quería ir al baile con él. También le dice que Will, en su intento por escalar, se había caído del depósito y que ha muerto. 
Frankie cae en una terrible depresión y se va por unos días a la casa de Yun Sun. Sin embargo, decide no ir al baile de graduación; a diferencia de Yun Sun. Cuando está sola en la casa de Yun Sun, Frankie se acuerda de los deseos del ramillete. Así que sale corriendo a su casa y busca el ramillete. Pide que Will vuelva sin acordarse de las desgracias que produce el ramillete. Pero después de haberlo pedido, Will entra a la casa de Frankie quien se lo imagina sin brazos y completamente deforme ya que recuerda que como dijeron en el funeral de su amigo, la caída fue tan salvaje que ni siquiera mostraron el cadáver. Entre esa angustia, Frankie pide su tercer deseo y después todo se vuelve negro.
Madison Avery y los carontes:  Por Kim Harrison. La historia es contada por Madison, la protagonista. Nueva en la escuela, el día del baile va con Josh, quien es el hijo del jefe de su padre. Como él la trata mal, ella planea irse del baile. Pero antes de hacerlo se encuentra con Seth, quien tiene unos ojos hermosos y un pelo espectacular. Están bailando y Madison ve que Josh está mirándola mientras habla con Barnabás. 
Ella, para darle celos, se besa con Seth y después se van del baile. Ellos están yéndose cuando Josh aparece y le advierte que él es mayor que ella y que si decide irse, Josh, junto con Barnabás la perseguirán adonde vaya. Cuando se van, Seth le empieza a comentar cosas sobre una lista -algo que Madison no entiende muy bien, pues el habla de seres paranormales y de muerte-. Durante la conversación, el carro se choca y Madison muere. Tiempo después, ella se encuentra en una morgue junto con Barnabás y Lucy.
Ellos le cuentan que ella está muerta, que ellos son dos carontes que vienen a salvarla y que Seth era solo un caronte malo que necesitaba matarla. Ella trata de salir de la morgue pero su alma se debilita. Vuelve con Barnabás y Lucy y todo vuelve a la normalidad. Ellos le cuentan que las piedras que ambos tienen en el cuello son una especie de amuletos que los mantienen aparentemente "vivos" así que ellos le piden a Madison que se aleje de ellos lo menos posible. Ella sale y se encuentra con Seth, quien también tiene un amuleto parecido al de Lucy y Barnabás. Así que se lo quita y corre a su casa para encontrarse con su padre. El la reconoce y la hace pasar. Pero Barnabás viene con ella. El le explica lo que le está sucediendo. Pero lo hace con un tono de romanticismo preocupante para ella. Sin embargo le dice que tienen aproximadamente un año para resolver el estado en el que Madison se encuentra.
Verdades:  El cuento más largo. Escrito por Michele Jaffe. Miranda es una chica huerfána que tiene superpoderes. Trabaja como conductora de una limusina. Un día debe llevar a Sibby, una chica que viste como Madonna y vive besando chicos. Al dejarla en su hogar, Miranda nota que los cuidadores de Sibby son algo extraños. Vuelve para ver qué pasa. Se termina escapando con ella para que no la toquen, ya que suponía que le querían sacar información. Miranda descubre que Sibby es perseguida por unos cazarrecompensas que buscan a diez personas con superpoderes. Miranda se encarga de cuidar a Sibby, y en el intento la agarran a ella. Ella escapa y le ponen esposas. Ella las rompe y escapa con Sibby, que luego se va. Sibby le da una caja a Miranda con las llaves, ya que el poder de ella era ver el futuro. Al final, Will, el amor de la protagonista, la llama para salir.
El infierno en la tierra: El último cuento. De Stephenie Meyer. La historia es de Sheba y Gabe, una diablesa y un descendiente de ángel. Sheba se ocupa de causar males en la fiesta de graduación, pero no puede hacerle nada a Gabe. Eso la frustra. Cuando todo están destruidos, Gabe se da cuenta de que está en peligro (Sheba, no el) y corre a ayudarla. Sheba cae en su encanto y bailan. Ella se enamora de él. A Gabe le pasa lo mismo con ella.

## Protagonistas

### La hija de la exterminadora
Mary: La principal de la historia. Mide 1,50 y tiene ojos verdes como el pasto. Se enamora de Adam. Trata de matar a Sebastian para que su padre salga de la cueva y lo mate (piensa que así su madre será humana). Odia a los vampiros. Es llamada "la hija de la exterminadora". Termina siendo novia de Adam. Aunque no lo demuestre, se siente muy mal por lo que le pasó a su madre.
Adam: El principal de la historia. Tiene una espalda enorme y ojos marrones para negro. Se enamora de Mary. Al principio no cree la historia de los vampiros. Luego, cuando la cree, no quiere que Mary lo mate sola. Termina siendo novio de Mary.

### El ramillete
Frankie: La protagonista de la historia. Está enamorada de Will. Se lleva el ramillete de Madame Z, y así pierde a su amor. Cae en profunda depresión hasta que recuerda el ramillete... aunque tal vez no sea la mejor opción.
Will: Muere al comienzo de la historia al caerse de un depósito de agua. Su cara queda tan deformada luego de la caída, que en su funeral no muestran el cadáver. Revive gracias a Frankie, que pide el deseo. Vuelve a morir más tarde.
Yun Sun: La mejor amiga de Frankie. Cae en depresión por la muerte de su amigo, pero lo supera. Ayuda a Frankie cuando pierde a su amigo. Es muy bella y tiene un encanto natural.

### Madison Avery y los carontes
Madison: Cumple años el día del desastroso baile con temática de piratas. En él se encuentra con Seth, y se enamora de él (luego lo besa), para luego enterarse de que es un caronte negro, que la mata. Vuelve a vivir cuando le roba una piedra muy importante a este, la cual la ayuda a mantenerse en el limbo y no desaparecer.
Seth: Un caronte negro, es decir, un caronte blanco (un llevador de almas) que se ha pasado, y tiene el encargo de matar gente. Mata a Madison, ya que era una persona muy deseada en el mundo de los muertos.
Barnabas: Un caronte blanco, entra en discusión con Lucy porque cree que Madison murió a los dieciséis. Es el encargado de cuidar a Madison mientras esté en el mundo de los vivos. La lleva a volar con sus alas. Al parecer, termina enamorado de ella.

### Verdades
Miranda: La protagonista de la historia. Lee libros de autoayuda. Está enamorada de Will. Conduce una limusina como empleo. Es huerfána y se siente culpable porque no pudo salvar a sus padres. Tiene como super poderes super fuerza y super rapidez. Además tiene un oído agudo, otro poder. Ella vive en un internado.
Sibby: La coprotagonista de la historia. Viste como Madonna, y parece más grande de lo que es. Besa a cualquier chico que encuentra. Tiene el poder de predecir el futuro, termina siendo amiga de Miranda.

### El infierno en la tierra
Sheba: Una diablesa que causa males a la gente. Se frustra al no poderle hacer nada a Gabe, ni a nadie que lo rodea. Cuando lo ve, se da cuenta de que es un ángel, o un descendiente de estos. Se enamora de él, y terminan bailando juntos. Es muy hermosa, y el rojo (como a todas las diablas) le queda muy bien. Cuando está enojada le salen llamas de la boca y los ojos. 
Gabe: Personaje basado en el hijo de la autora. Aunque el no lo sabe, es descendiente de ángeles. Su cita del baile era Celeste, pero ella la deja, porque es la ayudante de Sheba para hacer el mal. Cuando ve a Sheba se enamora perdidamente de ella.
Celeste: Es la asistente de Sheba aunque es humana. Es hermosa, tiene el cabello rubio, se encarga de ir con un chico, luego con otro y así sucesivamente. Parece haberse enamorado de Heath, pero luego, como a los demás, lo deja. Su cita inicial era Gabe.
Jez:"Chex Jezebel aut Baal-Malphus" Rango superior en las diablesas y más grande a Sheba, Jez logró transformar su cuerpo de humana a demonio también logrando obtener sus cuernos, Jez tiene una obtitud sublime y traicionera.
- Datos: Q3702438